# Vyatta
Vyatta è un'azienda operante nel campo del networking con il suo Open Network Operating System basato su architettura x86, prodotto per i protocolli IPv4 e IPv6.